# Rr (dwuznak)
Rr rr – dwuznak występujący w języku hiszpańskim i języku albańskim. Oznacza mocne r (IPA [r]).